# I quattro pistoleri di Santa Trinità
I quattro pistoleri di Santa Trinità ist ein im deutschen Sprachraum nicht aufgeführter Italowestern, den Giorgio Cristallini 1971 inszenierte.

## Handlung
Sarah Bowman erlebte das Massaker an ihrer Familie mit, das Banditen verübten, um an die Rechte einer nahegelegenen und von ihr entdeckten Goldmine zu gelangen. Journalist George Shelley und Marshall Thomas retten sie; die beiden versuchen, eine von einem Franzosen angeführte Bande von Waffenschmugglern aufzustöbern. In Julys Kneipe an der mexikanischen Grenze treffen sie Pater Martinez, während ein gewisser Quinn Parady ankommt. Wie sich herausstellt, wird Parady mit seinen Leuten wegen Waffenverkaufes an die Indianer gesucht; auch steckt er hinter dem Überfall auf die Familie Bowman. Er kann die Personen, die sich in der Kneipe aufhalten, als Geiseln nehmen und Thomas verwunden; George jedoch kann ihn überlisten, nach und nach Quinns Leute und schließlich ihn selbst ausschalten.

## Kritik
„Konventioneller Western, schlecht inszeniert“, schrieben Segnalazioni Cinematografiche.

## Bemerkungen
Zwei Lieder sind im Film zu hören: „Julie“ wird von Peter Boom, „It was a Joke“ von Valeria Fabrizi interpretiert.